# Richard Kadison
Richard Kadison   (Nova York, 25 de juliol de 1925 - Narberth, 22 d'agost de 2018), conegut com Dick Kadison, va ser un matemàtic estatunidenc.

## Vida i obra
Nascut a Nova York. va estudiar a l'institut del Bronx i al City College de la ciutat, abans d'ingressar a la Marina dels Estats Units d'Amèrica durant la Segona Guerra Mundial. Acabada la guerra, va reprendre el estudi a la universitat de Chicago en la qual es va doctorar el 1950, sota la direcció de Marshall Stone. Després de dos cursos a l'Institut d'Estudis Avançats de Princeton, el 1952 es va incorporar com professor de la Universitat de Colúmbia, en la qual va romandre fins al 1964.
El 1964 es va incorporar a la universitat de Pennsilvània, amb l'objectiu de crear un fort grup de recerca. Va estar la resta de la seva vida en aquest lloc, havent creat un dels grups de recerca més importants del món en àlgebra d'operadors i en anàlisi funcional.
Kadison va publicar un centenar de treballs científics entre els quals destaca el seu article de 1959, escrit conjuntament amb Isadore Singer, sobre les extensions dels estats purs i en el qual plantejava l'avui conegut com problema (o conjectura, o propietat) de Kadison-Singer, sobre els espais de Hilbert d'infinites dimensions.
Durant la seva joventut, també va ser un consumat gimnasta, especialitzat en les anelles.